# Moitié de polka
Moitié de polka va ser un curtmetratge mut francès de Georges Méliès de 1908. Va ser venut per la Star Film Company de Méliès i està numerat 1386–1393 als seus catàlegs.

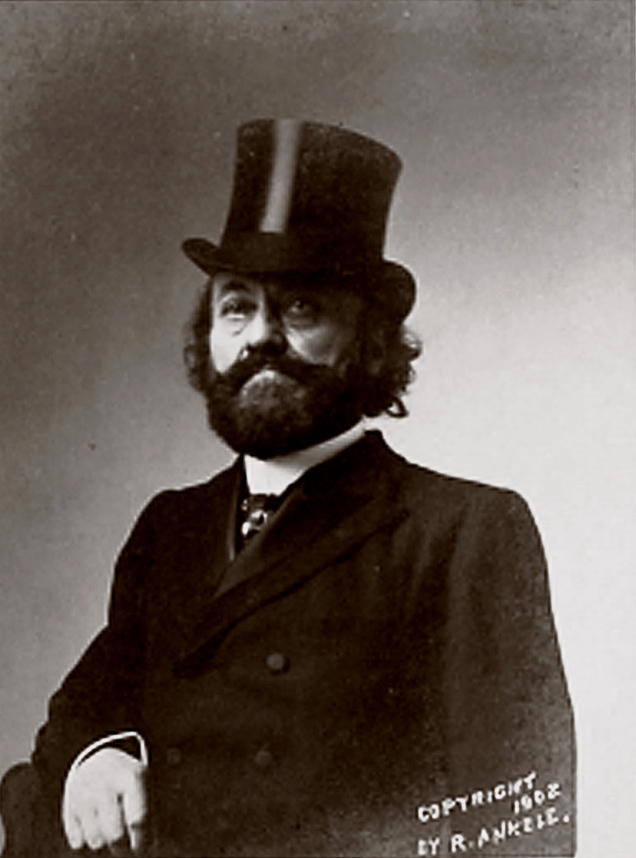
Buatier de Kolta en 1902

Encara que es desconeix l'argument de la pel·lícula, pot haver estat construït al voltant d'una paròdia del famós il·lusionista Buatier de Kolta (nascut Joseph Buatier, 1845–1903). Durant la primera dècada de la direcció de Méliès del Théâtre Robert-Houdin, una sala de París per a il·lusionistes escènics, Buatier era considerat un dels mags més importants del món. El seu estil era minimalista, amb un vestit modern sense escenografia; Méliès va adaptar algunes de les il·lusions de Buatier al seu estil molt diferent per a algunes de les seves pel·lícules de trucs, amb Escamotage d'une dame au théâtre Robert-Houdin i La Chrysalide et le Papillon d'or els exemples citats més freqüentment.
En l'edició de 1899 de Passez Muscade, una revista anual al Théâtre, Méliès va parodiar l'actuació del seu famós rival, caricaturitzant-lo com un mag pompós amb el nom que sonava semblant "Moitié de Polka". (La revista fins i tot va incloure una parodia d'una il·lusió específica de Buatier, "Le Miracle".) La pel·lícula, reutilitzant el nom de la paròdia escènica de Méliès, podria haver presentat una caricatura similar de l'il·lusionista.
Actualment es presumeix que Moitié de polka és perduda.